# Delta County (Texas)
Das Delta County ist ein County im Bundesstaat Texas der Vereinigten Staaten. Das U.S. Census Bureau hat bei der Volkszählung 2020 eine Einwohnerzahl von 5.230 ermittelt. Der Sitz der Countyverwaltung (County Seat) befindet sich in Cooper. Das County gehört zu den Dry Countys, was bedeutet, dass der Verkauf von Alkohol eingeschränkt oder verboten ist.

## Geographie
Das County liegt nordöstlich des geographischen Zentrums von Texas und ist im Norden etwa 45 km von dem Bundesstaat Oklahoma entfernt. Es hat eine Fläche von 720 Quadratkilometern, wovon 2 Quadratkilometer Wasserfläche sind und grenzt im Uhrzeigersinn an folgende Countys: Lamar County, Hopkins County, Hunt County und Fannin County.

## Geschichte
Delta County wurde am 29. Juli 1870 aus Teilen des Hopkins County und Lamar County gebildet. Benannt wurde es nach seiner dreieckigen Form und somit nach dem griechischen Buchstaben Delta.

## Demografische Daten

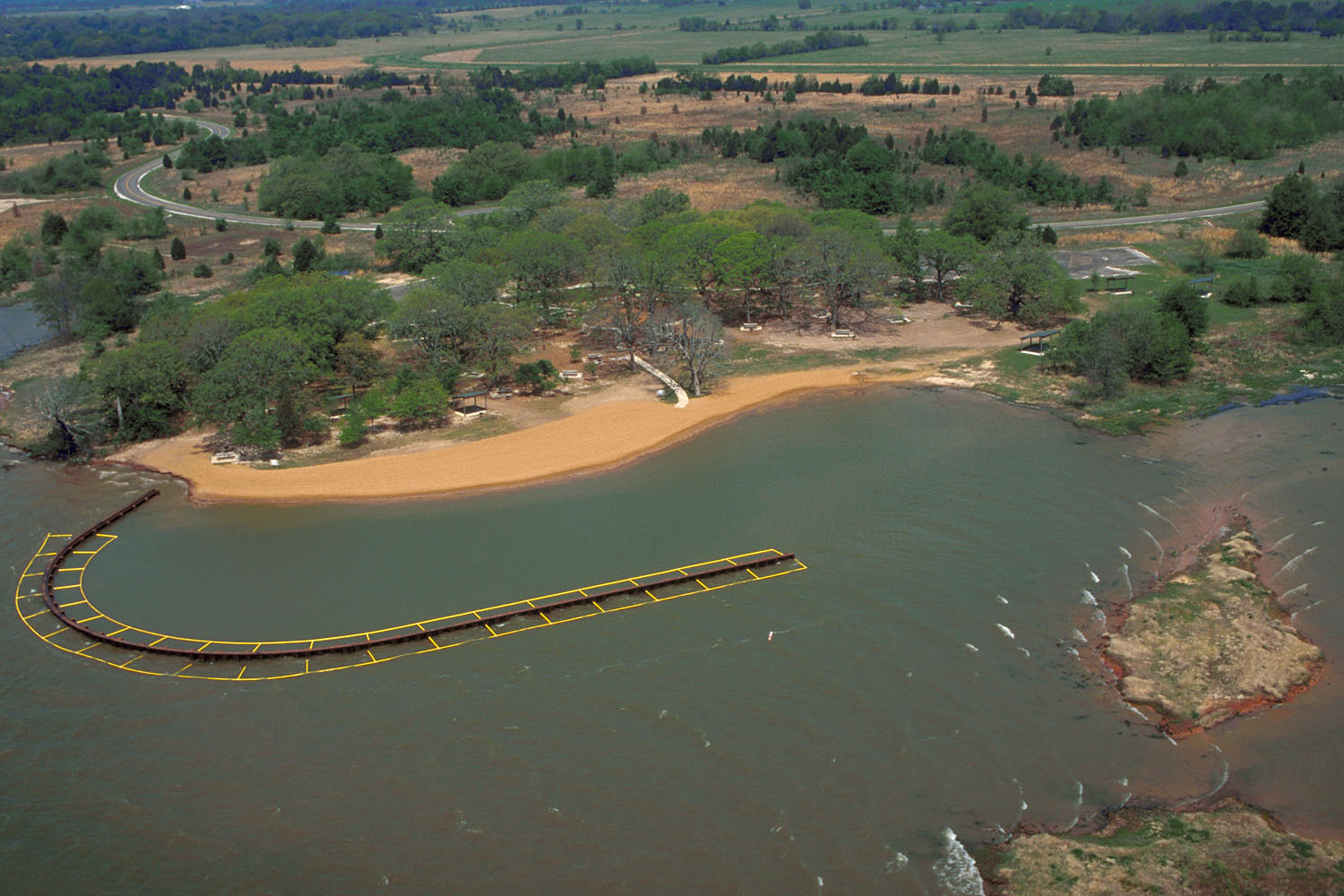
Der Cooper Lake State Park

Nach der Volkszählung im Jahr 2000 lebten im Delta County 5.506 Menschen; es wurden 2.094 Haushalte und 1.461 Familien gezählt. Die Bevölkerungsdichte betrug 7 Einwohner pro Quadratkilometer. Ethnisch betrachtet setzte sich die Bevölkerung zusammen aus 87,9 Prozent Weißen, 8,3 Prozent Afroamerikanern, 0,8 Prozent amerikanischen Ureinwohnern, 0,1 Prozent Asiaten und 1,2 Prozent aus anderen ethnischen Gruppen; 1,7 Prozent stammten von zwei oder mehr Ethnien ab. 3,1 Prozent der Einwohner waren spanischer oder lateinamerikanischer Abstammung.
Von den 2.094 Haushalten hatten 30,2 Prozent Kinder oder Jugendliche, die mit ihnen zusammen lebten. 56,4 Prozent waren verheiratete, zusammenlebende Paare, 10,0 Prozent waren allein erziehende Mütter und 30,2 Prozent waren keine Familien. 27,5 Prozent waren Singlehaushalte und in 14,7 Prozent lebten Menschen im Alter von 65 Jahren oder darüber. Die durchschnittliche Haushaltsgröße betrug 2,49 und die durchschnittliche Familiengröße betrug 3,02 Personen.
25,6 Prozent der Bevölkerung war unter 18 Jahre alt, 7,5 Prozent zwischen 18 und 24, 25,5 Prozent zwischen 25 und 44, 23,8 Prozent zwischen 45 und 64 und 17,7 Prozent waren 65 Jahre alt oder älter. Das Medianalter betrug 39 Jahre. Auf 100 weibliche Personen kamen 94,5 männliche Personen und auf 100 Frauen im Alter von 18 Jahren oder darüber kamen 88,9 Männer.
Das jährliche Durchschnittseinkommen eines Haushalts betrug 29.094 USD, das Durchschnittseinkommen einer Familie betrug 37.925 USD. Männer hatten ein Durchschnittseinkommen von 31.597 USD, Frauen 20.296 USD. Das Prokopfeinkommen betrug 15.080 USD. 14,6 Prozent der Familien und 17,6 Prozent der Einwohner lebten unterhalb der Armutsgrenze.

## Orte im County
- Antioch
- Ben Franklin
- Charleston
- Cooper
- Crossroads
- Enloe
- Horton
- Kensing
- Klondike
- Lake Creek
- Mount Joy
- Pacio
- Pecan Gap
- Prattville
- Price
- Rattan
- Vasco
- Yowell